# دافيد حامد
دافيد حامد (2 أغسطس 1974 بمارسيليا في فرنسا - ) (بالفرنسية: David Hamed)‏ هو لاعب كرة قدم فرنسي في مركز الدفاع. لعب مع نادي أميين ونادي إستر ونادي تروا ونادي سيدان ونادي مونبلييه.

## وصلات خارجية
- دافيد حامد على موقع قاعدة بيانات كرة القدم.إي يو (الإنجليزية)